# Arteria angular
La arteria angular es una arteria que se origina como rama terminal de la arteria facial o maxilar externa. No presenta ramas.

## Distribución
Distribuye la sangre hacia el saco lagrimal, párpado inferior y nariz.

## Recorrido
Como parte terminal de la arteria facial, asciende al ángulo medial de la órbita ocular, alojada entre las fibras del músculo elevador del labio superior y del ala de la nariz, y acompañada por la vena angular.
En la mejilla distribuye ramas que se anastomosan con la arteria infraorbitaria; después de suministrar sangre al saco lagrimal y el músculo orbicular del ojo, termina anastomosándose con la rama nasal de la arteria oftálmica.

## Referencias

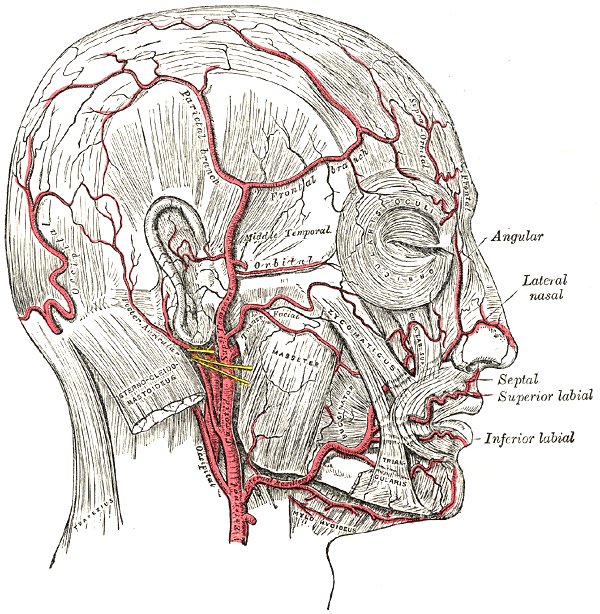
Arterias de la cara y cuero cabelludo